# Jerzy Złotowski
Jerzy Zbigniew Złotowski, ps. „Poręba” (ur. 27 maja 1911 w Warszawie, zm. 30 września 1944 tamże) – polski architekt, podporucznik rezerwy Wojska Polskiego, powstaniec warszawski.

## Biogram
Po inwazji Niemiec na Polskę brał udział w kampanii wrześniowej. Od listopada 1939 zasiadał w Komitecie Centralnym Związku Syndykalistów Polskich. Pełnił także funkcję inspektora Komendy Głównej Oddziałów Bojowych ZSP, a od maja 1944 (po śmierci Romana Galicza) został jej komendantem.
Podczas powstania warszawskiego był oficerem 104 Kompanii Syndykalistów na Starym Mieście oraz Brygady Syndykalistycznej w Śródmieściu. Zginął od pocisku granatnika 30 września 1944 na rogu ulic Kruczej i Wspólnej. Decyzją Komendy Głównej OB ZSP został pośmiertnie odznaczony Krzyżem Orderu Virtuti Militari.
Pochowany na Cmentarzu Powązkowskim w Warszawie.